# Louis de Narbonne-Lara
Louis Marie Jacques Almaric de Narbonne-Lara, född 17 augusti 1755, död 17 november 1813, var en fransk greve, militär och diplomat.
Narbonne-Lara uppfostrades vid franska hovet men var anhängare av upplysningsfilosofin, anslöt sig 1789 till franska revolutionen och blev en av ledarna för det konstitutionella partiet. Genom Germaine de Staëls inflytande blev han krigsminister 1791 men avskedades i mars 1792, emigrerade och uppehöll sig från 1793 i Schweiz och Tyskland. Efter Brumairekuppen återkom han till Frankrike, utnämndes till general och blev 1809 guvernör i Trieste. 1813 blev han ambassadör i Wien.